# 微分脉冲伏安法
微分脉冲伏安法（别名：微分脉冲极谱法），是在直流电压上叠加一定幅值（10－100mv）的脉冲电压进行测定的方法。